# 이명화 (축구인)
이명화(李明花, 1973년 7월 29일~)는 대한민국 여자 축구 국가대표팀의 은퇴한 여자 축구 선수로, 대한민국 여자 축구계의 1세대 선수로서 살아있는 전설로 불리는 인물이다.

## 생애
경상북도 울진군 죽변면에서 2남 2녀 중 막내로 태어났다. 가난한 형편 때문에 오빠들의 옷을 물려 입으면서도 "나는 남자야"라며 남자들과 어울리며 자치기, 구슬치기, 딱지치기 등을 즐겼다.
본래 운동을 좋아해 육상을 하려 했지만 작은 체격 때문에 거절당하고 펜싱 감독의 권유로 경북체중과 경북체고를 거치며 플뢰레 펜싱 선수로 활동하면서 경북체고 2학년 때는 전국대회 3위를 기록했다.
그러던 중 김주성의 갈기 머리에 반해서 축구에 관심을 갖게 되었고 혼자서 매일 축구 교본을 보면서 축구 연습을 하던 중 1990년, 강일여자고등학교에서 대한민국 최초로 여자 축구부를 만든다는 이야기를 듣고 당시 펜싱부 감독의 만류에도 불구하고 몰래 테스트를 받은 후 강일여자고등학교로 전학을 가게 되었다.
축구부에 입단한지 얼마 안 되어 대표팀 테스트를 통과해 최연소로 대표팀에 합류하면서 아시안 게임에 참가하게 되었다. 당시 대표팀에는 전문적으로 축구를 배운 선수들이 몇 없었기에 핸드볼 등의 다른 종목의 선수들끼리 모여 3개월 정도의 훈련만을 통해 대회에 출전하게 되었고, 단순 공이 있는 곳으로 무작정 달려가는 플레이로 인해 초등학생들한테도 지기도 했다.
이 전에도 김화집 감독이 지휘하던 여자 대표팀이 있었지만, 공식 국제대회에 나가게 된 것은 그 해 아시안게임이 처음이였으며 사실상 대한민국 여자 축구 국가대표팀 및 대한민국의 여자 축구의 시작점이였다.
이명화는 7번을 달고 오른쪽 윙어로 활약했다. 당시 대회에서 조선민주주의인민공화국에게 0-7, 일본에게 1-8, 중화 타이베이(대만)에게 0-7, 중국에게 0-8 패배를 당하며 공격수임에도 하프라인 위쪽으로는 거의 올라가지 못한 채 어떻게든 실점을 줄이려고만 했다고 한다.이명화는 당시를 회상하며 여자도 저렇게 축구를 잘하는구나라고 생각했다고 한다.
마지막 홍콩과의 경기에서는 선수들 수준이 대한민국과 비슷했기에 공식 경기에서 대한민국 여자 축구 국가대표팀의 첫 승리를 기록하였고 1-0으로 이긴 이 경기에서 이명화는 결승골을 어시스트했다. 경기 이후 대부분의 대한민국 여자 대표팀 선수들이 축구를 그만두었지만 나이가 어렸던 이명화는 축구를 계속하게 되었다.
남북통일축구에서는 여자 대표팀은 실력 차이가 컸기 때문에 선수를 섞어 진행하였고 이 때 조선민주주의인민공화국의 축구 감독이 이명화에게 재능이 있다며 북으로 오라는 농담을 건네기도 하였다.
이후에도 최약체던 대한민국 여자 축구 대표팀의 핵심 선수로 팀이 여러번의 대패를 하는 와중에도 득점을 기록하며 팀의 중추적인 역할을 했다.
인천제철 입단 이후에는 팀의 대표 선수로 활약하면서 우상이던 김주성의 저돌적인 플레이와 그를 따라한 머리 스타일 때문에 '여자 김주성'이라는 별칭을 얻기도 하였다.
2000년대에는 20대 후반이 되면서 힘과 스피드가 떨어지기 시작했고 포지션을 스트라이커에서 미드필더로 바꾸게 되었다. 포지션을 바꾸었음에도 여전히 대표팀의 핵심으로 자리 잡았으며 2003년 AFC 여자 아시안컵에서 준결승에 올라 대한민국 여자 축구 국가대표팀 최초로 FIFA 여자 월드컵에 참가하게 되었다. 또한 이 시기쯤에 대한민국 여자 축구 국가대표팀은 대만을 이길 수 있을 정도가 되었으며, 조선민주주의인민공화국과 일본과도 어느정도 대등한 경기가 가능해졌다. 하지만 아시아 무대가 아닌 세계 무대인 월드컵에서는 3경기 모두 패배를 기록하면서 대회를 마무리했다. 비록 대회 성적 자체는 아쉽게 마무리 되었지만 많은 관중들 앞에서의 경기를 뛰는 것 자체가 놀랍고 새로워 대회를 즐길 수 있었으며, 대회에서 처음으로 벤치로 밀려나 그 동안 다른 후배들의 심정을 이해할 수 있는 시간이였다고 했다.
2004년 서울시청 여자 축구단에 입단하면서 포지션을 수비수로 바꾸며 자신의 우상인 김주성처럼 모든 포지션을 뛰게 되었다. 하지만 수비수에서의 플레이는 익숙치 않았고 결국 2005년 플레잉코치 재직 중 전국체전이 끝나 숙소에 있던 중에 전화로 일방적인 은퇴 통보를 받게 되었다. 강일여자고등학교 축구부에 감독으로 가라는 면담 없는 일방적 통보와 함께 1990년 초반부터 대한민국 여자 축구 국가대표팀의 대표 선수로 뛰면서 대한민국 여자 축구계에서 큰 공헌을 했던 이명화는 그렇게 정식적인 은퇴식 없이 선수 생활을 마무리 해야 했다.

## 같이 보기
- 여자 축구
- 김주성
- 대한민국 여자 축구 국가대표팀